# Phytoliriomyza pittosporophylli
Phytoliriomyza pittosporophylli este o specie de muște din genul Phytoliriomyza, familia Agromyzidae, descrisă de Erich Martin Hering în anul 1962. Conform Catalogue of Life specia Phytoliriomyza pittosporophylli nu are subspecii cunoscute.